# العلاقات الصينية النيبالية
العلاقات الصينية النيبالية هي العلاقات الثنائية التي تجمع بين الصين ونيبال.

## مقارنة بين البلدين
هذه مقارنة عامة ومرجعية للدولتين:
| وجه المقارنة                                              | الصين                    | نيبال                               |
| --------------------------------------------------------- | ------------------------ | ----------------------------------- |
| المساحة (كم2)                                             | 9.60 مليون               | 147.18 ألف                          |
| عدد السكان (نسمة)                                         | 1.33 مليار               | 29.40 مليون                         |
| الكثافة السكانية (ن./كم²)                                 | 138.54                   | 199.76                              |
| العاصمة                                                   | بكين                     | كاتماندو                            |
| اللغة الرسمية                                             | اللغة الصينية القياسية   | اللغة النيبالية                     |
| العملة                                                    | رنمينبي                  | روبية نيبالية                       |
| الناتج المحلي الإجمالي (بليون دولار)                      | 12.24 تريليون            | 24.47 مليار                         |
| الناتج المحلي الإجمالي (تعادل القوة الشرائية) بليون دولار | 19.82 تريليون            | 70.20 مليار                         |
| الناتج المحلي الإجمالي الاسمي للفرد دولار أمريكي          | 8.03 ألف                 | 743                                 |
| الناتج المحلي الإجمالي للفرد دولار أمريكي                 | 13.21 ألف                | 2.37 ألف                            |
| مؤشر التنمية البشرية                                      | 0.728                    | 0.548                               |
| رمز المكالمات الدولي                                      | +86                      | +977                                |
| رمز الإنترنت                                              | .cn، .中国 ‏، .中國 ‏      | .np                                 |
| المنطقة الزمنية                                           | توقيت الصين، ت ع م+08:00 | ت ع م+05:45، التوقيت الموحد لنيبال ‏ |

## مدن متوأمة
في ما يلي قائمة باتفاقيات التوأمة بين مدن صينية ونيبالية:
- ترتبط شيان مع كاتماندو باتفاقية توأمة منذ 10 مايو 1974.
- ترتبط غولمود مع Bharatpur, Nepal [الإنجليزية]‏ باتفاقية توأمة.

## منظمات دولية مشتركة
يشترك البلدان في عضوية مجموعة من المنظمات الدولية، منها:
| علم المنظمة | اسم المنظمة                                                | تاريخ انضمام الصين | تاريخ انضمام نيبال |
| ----------- | ---------------------------------------------------------- | ------------------ | ------------------ |
|             | مؤسسة التنمية الدولية                                      | 24 سبتمبر 1960     | 6 مارس 1963        |
|             | يونسكو                                                     | 4 نوفمبر 1946      | 1 مايو 1953        |
|             | مؤسسة التمويل الدولية                                      | 15 يناير 1969      | 7 يناير 1966       |
|             | منظمة حظر الأسلحة الكيميائية                               | ?                  | ?                  |
|             | الأمم المتحدة                                              | 25 أكتوبر 1971     | 14 ديسمبر 1955     |
|             | منظمة الشرطة الجنائية الدولية                              | ?                  | ?                  |
|             | البنك الدولي للإنشاء والتعمير                              | 27 ديسمبر 1945     | 6 سبتمبر 1961      |
|             | الاتحاد البريدي العالمي                                    | ?                  | ?                  |
|             | المركز الدولي لتسوية المنازعات الاستشارية                  | 6 فبراير 1993      | 6 فبراير 1969      |
|             | وكالة ضمان الاستثمار متعدد الأطراف                         | 30 أبريل 1988      | 9 فبراير 1994      |
|             | بنك التنمية الآسيوي                                        | 1986               | 1966               |
|             | العملية المشتركة للاتحاد الأفريقي والأمم المتحدة في دارفور | ?                  | ?                  |
|             | منظمة التجارة العالمية                                     | 11 ديسمبر 2001     | ?                  |
|             | الفريق المعني برصد الأرض                                   | ?                  | ?                  |

## أعلام
هذه قائمة لبعض الشخصيات التي تربطها علاقات بالبلدين:
- أرانيكو (1244 – 1306)

## وصلات خارجية
- موقع وزارة الخارجية الصينية
- موقع وزارة الخارجية النيبالية